# Protestants d'Ulster
 (février 2022).
La mise en forme du texte ne suit pas les recommandations de Wikipédia : il faut le « wikifier ».
Les points d'amélioration suivants sont les cas les plus fréquents. Le détail des points à revoir est peut-être précisé sur la page de discussion.
- Les titres sont pré-formatés par le logiciel. Ils ne sont ni en capitales, ni en gras.
- Le texte ne doit pas être écrit en capitales (les noms de famille non plus), ni en gras, ni en italique, ni en « petit »…
- Le gras n'est utilisé que pour surligner le titre de l'article dans l'introduction, une seule fois.
- L'italique est rarement utilisé : mots en langue étrangère, titres d'œuvres, noms de bateaux, etc.
- Les citations ne sont pas en italique mais en corps de texte normal. Elles sont entourées par des guillemets français : « et ».
- Les listes à puces sont à éviter, des paragraphes rédigés étant largement préférés. Les tableaux sont à réserver à la présentation de données structurées (résultats, etc.).
- Les appels de note de bas de page (petits chiffres en exposant, introduits par l'outil «  Source ») sont à placer entre la fin de phrase et le point final[comme ça].
- Les liens internes (vers d'autres articles de Wikipédia) sont à choisir avec parcimonie. Créez des liens vers des articles approfondissant le sujet. Les termes génériques sans rapport avec le sujet sont à éviter, ainsi que les répétitions de liens vers un même terme.
- Les liens externes sont à placer uniquement dans une section « Liens externes », à la fin de l'article. Ces liens sont à choisir avec parcimonie suivant les règles définies. Si un lien sert de source à l'article, son insertion dans le texte est à faire par les notes de bas de page.
- La présentation des références doit suivre les conventions bibliographiques. Il est recommandé d'utiliser les modèles {{Ouvrage}}, {{Chapitre}}, {{Article}}, {{Lien web}} et/ou {{Bibliographie}}. Le mode d'édition visuel peut mettre en forme automatiquement les références.
- Insérer une infobox (cadre d'informations à droite) n'est pas obligatoire pour parachever la mise en page.

Pour une aide détaillée, merci de consulter Aide:Wikification.
Si vous pensez que ces points ont été résolus, vous pouvez retirer ce bandeau et améliorer la mise en forme d'un autre article.
Les Protestants d'Ulster (en irlandais : Protastúnaigh Uladh) sont un groupe ethnoreligieux,,,, dans la province irlandaise d'Ulster, où ils représentent environ 43 % de la population. De nombreux protestants d'Ulster sont des descendants de colons arrivés de Grande-Bretagne au début du XVIIe siècle dans la colonisation d'Ulster. Ce fut la colonisation de la province gaélique et catholique d'Ulster par des Écossais et des protestants anglophones, principalement des Lowlands écossais et du nord de l'Angleterre. De nombreux autres migrants protestants écossais sont arrivés en Ulster à la fin du XVIIe siècle. Ceux qui venaient d'Écosse étaient pour la plupart des presbytériens, tandis que ceux d'Angleterre étaient pour la plupart des anglicans. Il existe également une petite communauté méthodiste et l'Église méthodiste d'Irlande remonte à la visite de John Wesley en Ulster en 1752. Bien que la plupart des protestants d'Ulster descendent des Écossais des Lowlands (dont certains descendants se considèrent comme des Écossais d'Ulster) et des Anglais, certains descendent également des Irlandais, des Gallois et des Huguenots,.
Depuis le XVIIe siècle, les divisions sectaires et politiques entre protestants et catholiques d'Ulster ont joué un rôle majeur dans l'histoire de l'Ulster et de l'Irlande dans son ensemble. Cela a conduit à des épisodes de violence et à des bouleversements politiques, notamment dans les guerres confédérées irlandaises, la guerre Williamite, les troubles d'Armagh, la période révolutionnaire irlandaise et les troubles. Aujourd'hui, la grande majorité des protestants d'Ulster vivent en Irlande du Nord, qui a été créée en 1921 pour avoir une majorité protestante d'Ulster. Politiquement, la plupart sont des unionistes et des loyalistes, qui ont une identité britannique d'Ulster et veulent que l'Irlande du Nord continue de faire partie du Royaume-Uni.

## Histoire

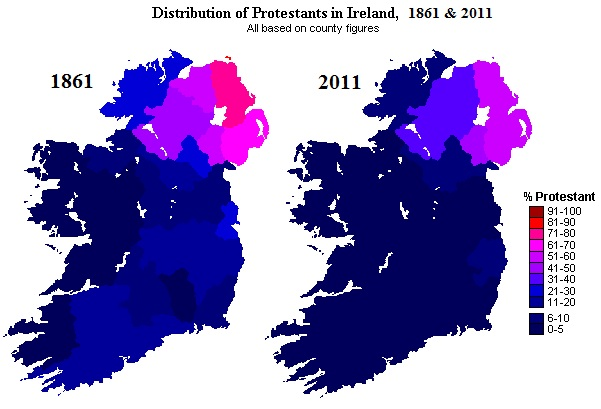
Changements dans la répartition des protestants irlandais, 1861-2011

La communauté protestante d'Ulster a émergé pendant la colonisation d'Ulster. Ce fut la colonisation de l'Ulster avec des fidèles protestants anglophones de Grande-Bretagne sous le règne du roi Jacques. Les personnes impliquées dans la planification de la colonisation y voyaient un moyen de contrôler, d'angliciser et de "civiliser" l'Ulster. La province était presque entièrement gaélique, catholique et rurale, et avait été la région la plus résistante au contrôle anglais. La colonisation était également destinée à rompre les liens entre l'Ulster gaélique et les Highlands gaéliques d'Écosse.
La plupart des terres colonisées ont été confisquées aux Irlandais natifs. Commencée à titre privé en 1606, la colonisation est devenue parrainée par le gouvernement en 1609, une grande partie des terres à coloniser étant attribuée aux Livery Companies de la cité de Londres. En 1622, il y avait une population totale de d'environ 19 000 colons, et dans les années 1630, on estime qu'il y en avait jusqu'à 50 000.
La réaction des irlandais natifs à la colonisation était généralement hostile, car les catholiques irlandais ont perdu leur terre et sont devenus marginalisés. En 1641, il y eut un soulèvement des catholiques irlandais en Ulster qui voulaient mettre fin à la discrimination anti-catholique, une plus grande autonomie irlandaise et défaire les plantations. Certains rebelles ont attaqué, expulsé ou massacré des colons protestants pendant la rébellion, notamment le massacre de Portadown. Certains colons ont massacré des catholiques. On estime que jusqu'à 12 000 protestants d'Ulster ont été tués ou sont morts de maladie après avoir été chassés de chez eux. La rébellion a eu un impact psychologique durable sur la communauté protestante d'Ulster et ils ont commémoré son anniversaire pendant deux siècles. Dans la guerre qui a suivi, une armée covenantaire écossaise a envahi et repris l'est de l'Ulster aux rebelles, tandis qu'une armée de colons protestants tenait le nord-ouest de l'Ulster. Ces armées protestantes se retirèrent du centre de l'Ulster après la victoire des confédérés irlandais à Benburb. À la suite de la conquête cromwellienne de l'Irlande (1649-1652), le catholicisme a été réprimé et la plupart des terres appartenant à des catholiques ont été confisquées.
Un autre afflux d'environ 20 000 protestants écossais, principalement dans les comtés côtiers d'Antrim, Down et Londonderry, était le résultat des sept années de famines en Écosse dans les années 1690. Cette migration modifia de manière décisive la population de l'Ulster, lui donnant une majorité protestante. Alors que les presbytériens de descendances écossaises étaient déjà devenus la majorité des protestants d'Ulster dans les années 1660, alors que les protestants ne représentaient encore qu'un tiers de la population, ils étaient devenus la majorité absolue dans la province dans les années 1720.
Il y avait des tensions entre les deux principaux groupes de protestants d'Ulster. Les migrants protestants écossais en Ulster étaient pour la plupart des presbytériens et les protestants anglais pour la plupart anglicans. Les lois pénales discriminaient à la fois les catholiques et les presbytériens, dans une tentative de les forcer à accepter la religion d'État, l'Église anglicane d'Irlande. La répression des presbytériens par les anglicans s'est intensifiée après la Glorieuse Révolution, en particulier après le Test Act de 1703, et a été l'une des raisons de la forte émigration vers l'Amérique britannique par les presbytériens d'Ulster au cours du XVIIIe siècle ; l'émigration fut particulièrement importante vers les Treize Colonies, où ils devinrent connus sous le nom d'Écossais-Irlandais. Entre 1717 et 1775, environ 200 000 personnes ont migré vers ce qui est devenu les États-Unis. Certains presbytériens sont également retournés en Écosse pendant cette période, où l'Église presbytérienne d'Écosse était la religion d'État. Ces lois pénales sont en partie ce qui a conduit les presbytériens d' Ulster à devenir les fondateurs et membres des United Irishmen, un mouvement républicain qui a lancé la rébellion irlandaise de 1798. La répression des presbytériens a en grande partie pris fin après la rébellion, avec l'assouplissement des lois pénales.
Le Royaume d'Irlande est devenu une partie du Royaume-Uni en 1801. Alors que Belfast s'industrialisait au XIXe siècle, elle attira encore plus d'immigrants protestants d'Écosse. Après la partition de l'Irlande en 1920, le nouveau gouvernement d'Irlande du Nord a lancé une campagne pour inciter les unionistes/protestants irlandais de l'État libre d'Irlande à déménager en Irlande du Nord, avec des incitations d'emplois et de logements publics, et un grand nombre d'entre eux ont été acceptés.

## Aujourd'hui

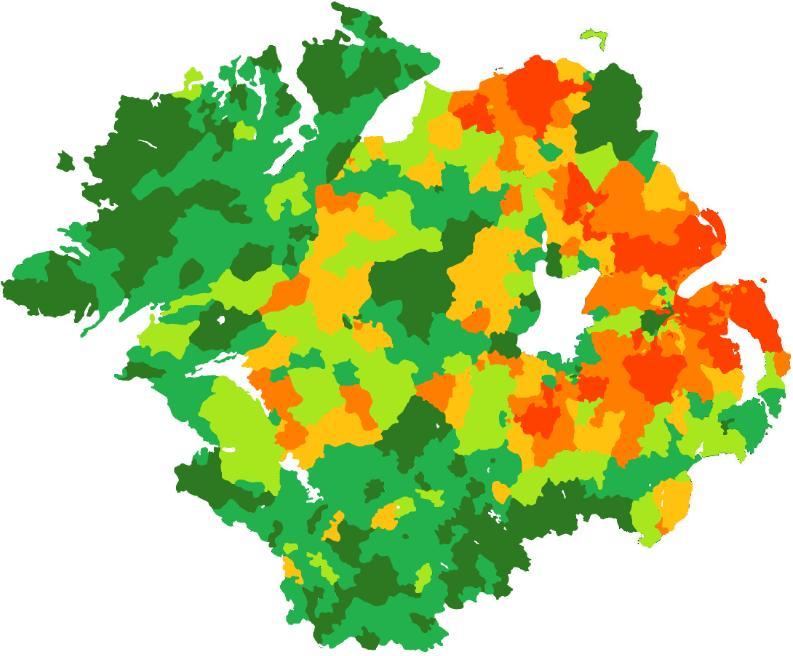
Pourcentage de protestants dans chaque circonscription électorale de l'Ulster, basé sur les chiffres des recensements de 2001 (Royaume-Uni) et 2006 (ROI).
0-10 % vert foncé, 10-30 % vert moyen,
30-50 % vert clair, 50-70 % orange clair,
70-90 % orange moyen, 90-100 % orange foncé.

La grande majorité des protestants d'Ulster vivent en Irlande du Nord, qui fait partie du Royaume-Uni. La plupart ont tendance à soutenir l'Union avec la Grande-Bretagne  et sont appelés unionistes. L'unionisme en Ulster est une idéologie qui a été divisée par certains en deux camps ; Ulster British, qui sont attachés au Royaume-Uni et s'identifient principalement comme britanniques; et les loyalistes d'Ulster, dont la politique est principalement ethnique, donnant la priorité à leur protestantisme d'Ulster au-dessus de leur identité britannique,,. Les Loyal Orders, qui comprennent l'Ordre d'Orange, la Royal Black Institution et les Apprentice Boys of Derry, sont des fraternités exclusivement protestantes originaires d'Ulster et qui y comptent encore la plupart de leurs membres.
Environ 30 % des protestants d'Ulster vivent dans les trois comtés d'Ulster, actuellement en république d'Irlande, Cavan, Monaghan et Donegal, où ils représentent environ un cinquième de la population protestante de la République. Contrairement aux protestants du reste de la République, certains conservent un sentiment d'appartenance britannique et un petit nombre a du mal à s'identifier à l'État irlandais indépendant,.
La plupart des protestants d'Ulster parlent l'anglais d'Ulster, et certains sur la côte nord-est parlent avec les dialectes écossais d'Ulster,,. Un très petit nombre a également appris la langue irlandaise comme seconde langue,,.